# Santiago Villar
Santiago Villar González es un exfutbolista español que jugó defensa y llegó a ser entrenador. 

## Carrera

### Como jugador
Jugó toda su carrera como defensa en el Club Deportivo Tenerife, jugó 247 partidos y marcó 17 goles. Debutó el 12 de septiembre de 1953 frente al Xerez, en derrota por 2-1. Su último partido fue el 19 de mayo de 1963, en una derrota por 3-1 frente al Valencia.
En 1954 fue traspasado al Atlético de Madrid, si bien por unas discrepancias económicas no llegó a debutar en partido oficial y fue cedido apenas unos meses después de su llegada de vuelta a Tenerife. Allí jugó toda la temporada, y de nuevo la siguiente, también como cedido. Al término del campeonato de liga, disputó la Copa del Rey con la Unión Deportiva Las Palmas, entonces disputada a final de temporada y en la que se permitían los traspasos de jugadores antes de su disputa. Terminado el curso pasó nuevamente a la disciplina tinerfeña, donde finalizó su carrera en 1963.

### Como entrenador
Entrenó al Club Deportivo Tenerife durante dos temporadas, la 1964-65 y la 1967-68. En su primera temporada entrenó al equipo durante 16 partidos y su segunda temporada 5 partidos.

## Trayectoria

### Jugador
| Periodo | Club                      | Partidos | Goles |
| 1947-63 | C. D. Tenerife            | 247      | 14    |
| 1954-56 | Atlético de Madrid        | 0        | 0     |
| 1955-56 | U. D. Las Palmas (cedido) | 2        | 0     |

### Entrenador
| Periodo   | País   | Club           | Partidos | Ganados | Empatados | Perdidos |
| 1964-1965 | España | C. D. Tenerife | 16       | 7       | 4         | 5        |
| 1967-1968 | España | C. D. Tenerife | 5        | 1       | 1         | 3        |